# Sporting Clube de Portugal 2012-2013
Questa voce raccoglie le informazioni riguardanti lo Sporting Clube de Portugal nelle competizioni ufficiali della stagione 2012-2013.

## Rosa
| N. |                        | Ruolo | Calciatore            |
| -- | ---------------------- | ----- | --------------------- |
| 1  | Portogallo (bandiera)  | P     | Rui Patrício          |
| 4  | Brasile (bandiera)     | D     | Xandão                |
| 5  | Portogallo (bandiera)  | D     | Joãozinho             |
| 6  | Paesi Bassi (bandiera) | D     | Khalid Boulahrouz     |
| 7  | Spagna (bandiera)      | C     | Jeffrén Suárez        |
| 8  | Paesi Bassi (bandiera) | C     | Stijn Schaars         |
| 9  | Paesi Bassi (bandiera) | A     | Ricky van Wolfswinkel |
| 11 | Spagna (bandiera)      | C     | Diego Capel           |
| 12 | Brasile (bandiera)     | P     | Marcelo Boeck         |
| 13 | Portogallo (bandiera)  | D     | Miguel Lopes          |
| 15 | Argentina (bandiera)   | D     | Marcos Rojo           |
| 16 | Argentina (bandiera)   | A     | Valentín Viola        |
| 17 | Portogallo (bandiera)  | A     | Wilson Eduardo        |
| 18 | Perù (bandiera)        | A     | André Carrillo        |
| 19 | Colombia (bandiera)    | D     | Santiago Arias        |

| N. |                          | Ruolo | Calciatore     |
| -- | ------------------------ | ----- | -------------- |
| 20 | Marocco (bandiera)       | C     | Zakaria Labyad |
| 21 | Argentina (bandiera)     | C     | Fabián Rinaudo |
| 22 | Portogallo (bandiera)    | P     | Hugo Ventura   |
| 23 | Portogallo (bandiera)    | C     | Adrien Silva   |
| 28 | Portogallo (bandiera)    | C     | André Martins  |
| 33 | Cile (bandiera)          | A     | Diego Rubio    |
| 38 | India (bandiera)         | A     | Sunil Chhetri  |
| 40 | Portogallo (bandiera)    | D     | Pedro Mendes   |
| 41 | Portogallo (bandiera)    | D     | Cédric Soares  |
| 47 | Portogallo (bandiera)    | C     | Ricardo Esgaio |
| 49 | Portogallo (bandiera)    | C     | João Mário     |
| 51 | Portogallo (bandiera)    | A     | Bruma          |
| 54 | Inghilterra (bandiera)   | D     | Eric Dier      |
| 87 | Portogallo (bandiera)    | A     | Betinho        |
| 90 | Guinea-Bissau (bandiera) | C     | Zézinho        |